# 金炳鎬
金 炳鎬（キム・ビョンホ、朝鮮語: 김병호、1960年1月1日 - ）は、朝鮮民主主義人民共和国の政治家。朝鮮労働党中央委員会委員、労働新聞責任主筆。朝鮮中央通信社社長、朝鮮労働党宣伝扇動部副部長などを歴任。

## 経歴
1960年、平壌直轄市で生まれる。2002年に朝鮮中央通信社副社長に就任し、2009年には社長に昇進した。翌2010年には朝鮮労働党中央委員会委員に選出された。2012年には朝鮮労働党宣伝扇動部副部長に就任した。2016年5月9日に開かれた朝鮮労働党第7期第1回総会で、党中央委員会委員候補に選出され委員から降格した。2017年10月7日に開かれた、第2回総会で労働新聞責任主筆に選出され党中央委員会委員に昇格した。2018年3月25日に金正恩党委員長が習近平党総書記との会談の為訪中した際には随行した。

## 参考サイト
- 북한정보포털

| 先代李英植 | 労働新聞責任主筆2017年 - | 次代現職 |

| 先代金基龍 | 朝鮮中央通信社社長2009年 - 2013年 | 次代金昌光 |